# ロブ・ディアデック
ロブ・ディアデック（Rob Dyrdek、1974年6月28日 - ）は、アメリカ合衆国の俳優。オハイオ州出身。

## 出演作品
- ストリート・ドリームス
- リディキュラスネス